# Maria Lúcia Cavalli Neder
Maria Lúcia Cavalli Neder é Professora Titular da Universidade Federal de Mato Grosso, tendo sido sua 10ª Reitora no período de 2012 á 2016. Preside atualmente o Grupo Coimbra de Universidades Brasileiras. Segundo o Portal da Transparência, recebe o teto salarial do funcionalismo público federal.

## Carreira
Professora pelo Departamento de Teorias e Fundamentos da Educação, do Instituto de Educação da Universidade Federal de Mato Grosso (UFMT). Graduada em Letras pela Faculdade de Filosofia Ciências e Letras de Tupã (1972), com mestrado em Educação pela UFMT (1992) e doutorado em Educação pela Universidade Federal de Santa Catarina (2004).
Professora Associada da UFMT, trabalha na Instituição desde 1973, dedicando-se a estudos ligados à área da Educação, com ênfase nos seguintes temas: formação de professores, educação a distância, linguagem, ensino de linguagem, produção de material didático. Na área administrativa, desempenhou as funções de Pró-Reitora de Ensino de Graduação, coordenadora de Extensão, coordenadora do Centro de Letras e Ciências Humanas, chefe de Departamento, coordenadora de Curso e coordenadora do Núcleo de Educação Aberta e a Distância (Nead) da UFMT.
Suas principais publicações são nas áreas de ensino de linguagem, formação de professor e educação a distância. Reitora da UFMT de outubro de 2008 a outubro de 2012, vem integrando a Associação Nacional dos Dirigentes das Instituições Federais de Ensino Superior (Andifes) nos seguintes cargos: membro do Diretório Nacional  (2010-2011), como vice presidente do Centro-Oeste; membro da Comissão de Educação a Distância (2010); presidente da Comissão de Desenvolvimento Acadêmico (2010); suplente da Diretoria Executiva – (2011-2012) e suplente da Comissão Fiscal (2012/2014).